# 1. Armee (Deutsch-Französischer Krieg)
Die deutsche 1. Armee war ein Großverband im Deutsch-Französischen Krieg von 1870/71, sie kämpfte zu Kriegsbeginn in Lothringen und wechselte später an den neuen Kriegsschauplatz nach Nordfrankreich.

## Vorgeschichte

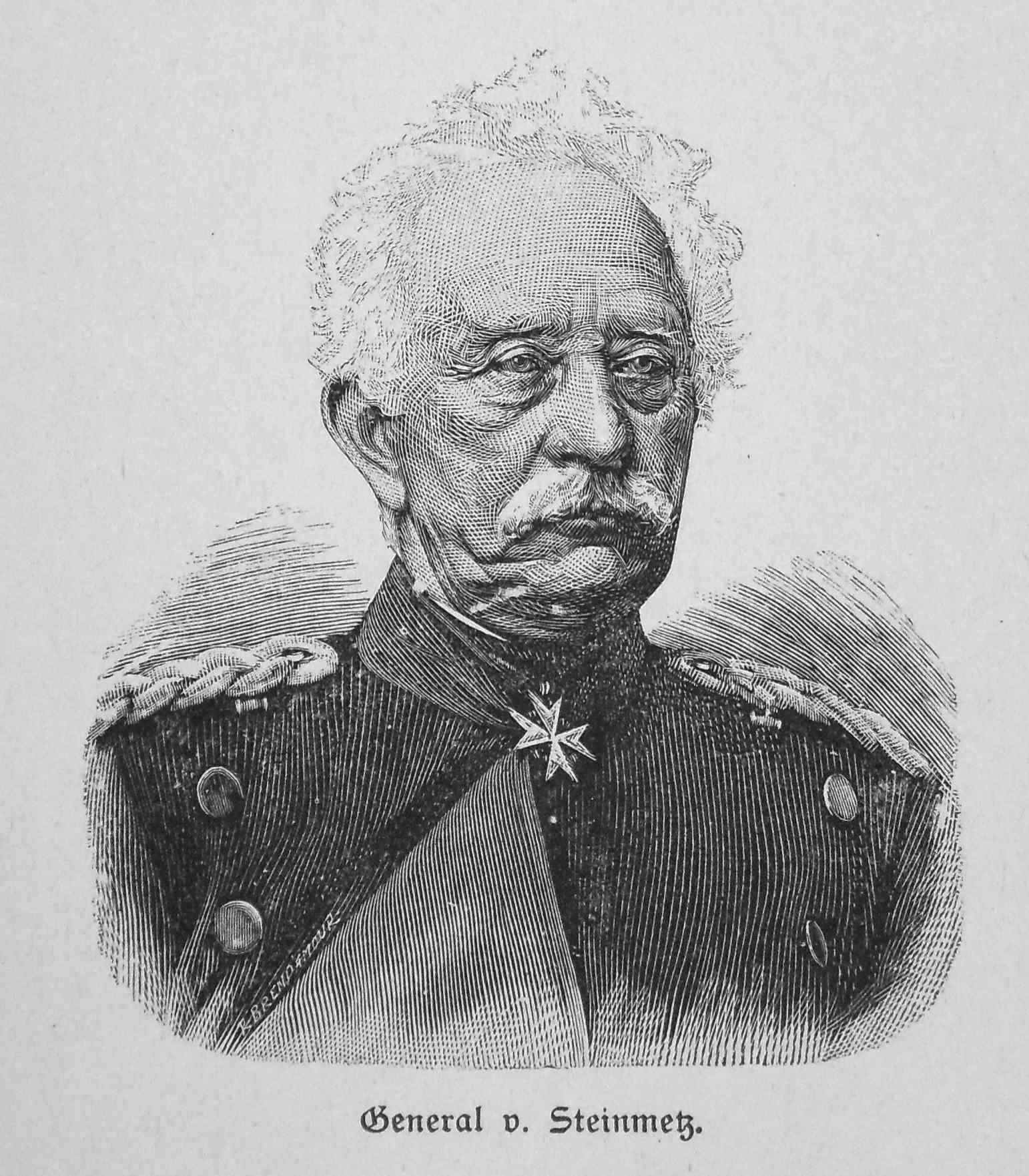
Oberbefehlshaber General Karl Friedrich von Steinmetz

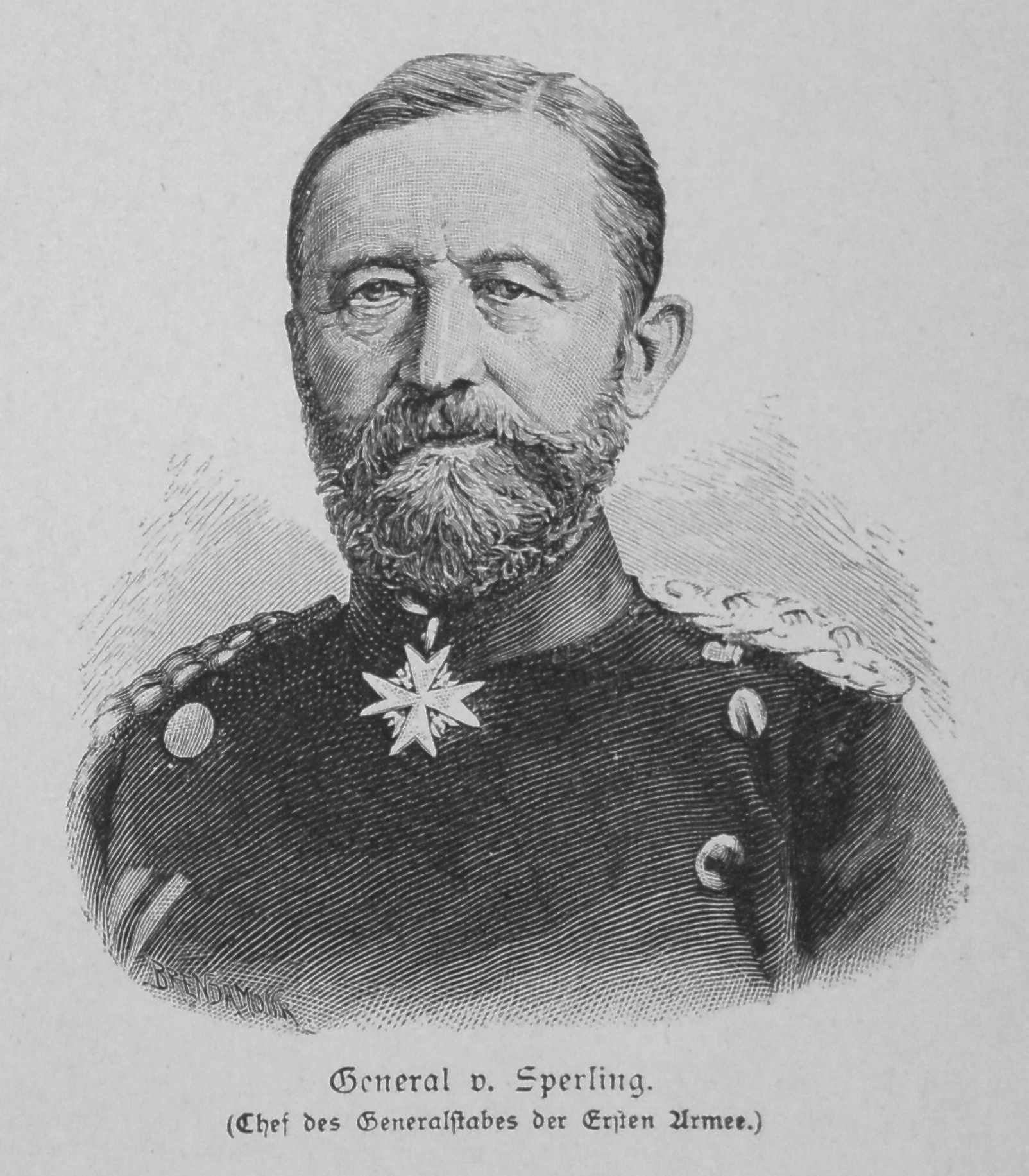
Generalmajor Oskar von Sperling, Chef des Generalstabes

Nach dem Deutschen Krieg und der Gründung des Norddeutschen Bundes schloss Bismarck mit den verbleibenden süddeutschen Staaten die Schutz- und Trutzbündnisse ab, die ein gemeinsames Vorgehen im Falle eines auswärtigen Konfliktes vorsahen. Als durch die Emser Depesche (13. Juli 1870) und der darauffolgenden französischen Kriegserklärung der Waffengang unvermeidlich geworden war, kam es zum Krieg. Während die deutsche 3. Armee am südlichen Abschnitt im Elsass einbrach, marschierte die 1. Armee südlich von Luxemburg zur Mosel vor, dahinter marschierte die 2. Armee auf. Oberbefehlshaber der 1. Armee war General der Infanterie Karl Friedrich von Steinmetz, als Chef des Generalstabes fungierte Generalmajor Oskar von Sperling. Die Armee zählte nach der Ankunft des I. Armeekorps 75.000 Mann, 9.500 Reiter und 288 Geschütze, das Hauptquartier lag zu Kriegsbeginn in Koblenz.

## Gliederung am 31. August 1870
VII. Armee-Korps unter General der Infanterie Heinrich Adolf von Zastrow
- 13. Infanterie-Division: Generalleutnant Adolf von Glümer
- 14. Infanterie-Division: Generalleutnant Georg von Kameke

VIII. Armee-Korps unter General der Infanterie August von Goeben
- 15. Infanterie-Division: Generalleutnant Ludwig von Weltzien
- 16. Infanterie-Division: Generalleutnant Albert von Barnekow
- 3. Kavallerie-Division: Generalleutnant Georg von der Groeben

I. Armee-Korps unter General der Kavallerie Edwin von Manteuffel
- 1. Infanterie-Division: Generalleutnant Georg Ferdinand von Bentheim
- 2. Infanterie-Division: Generalleutnant Gustav von Pritzelwitz
- 1. Kavallerie-Division: Generalleutnant Julius von Hartmann[1]

Gesamtstärke der 1. Armee: 75 Bataillone, 64 Schwadronen und 45 Batterien

## Geschichte der Feldzüge

### Einleitungskämpfe
Die 1. Armee war zu Kriegsbeginn aus VII. und VIII. Armee-Korps und der 1. und 3. Kavallerie-Division gebildet, dahinter folgte das I. Korps nach, zusammen 75 Bataillone, 64 Schwadronen und 45 Batterien.
Die 1. Armee stand am äußersten rechten Flügel, General von Steinmetz hätte am liebsten selbst den Feldzug eröffnet, musste aber nach Anweisung der Heeresleitung den Aufmarsch der 2. Armee unter Prinz Friedrich Karl abzuwarten. Am 6. August 1870 hatte von Steinmetz ohne Befehl den Angriff auf die Spicheren Höhen angeordnet und hatte sich dabei auch den Aufmarschweg der 2. Armee verlegt, was zu Reibereien zwischen den beiden Armeeführern führte. Der zweite Kampf, in den die 1. Armee verwickelt wurde, fand wiederum gegen die Absichten des Generalstabschefs von Moltke statt. Der Oberbefehlshaber der französischen Rheinarmee Marschall Bazaine hatte sich wegen der drohenden Umfassung durch starke deutsche Kräfte auf den Schutz der Festung Metz zurückgezogen.
Von Osten her rückte die deutsche 1. Armee unter General Steinmetz mit dem I. Armee-Korps auf Metz heran. Am äußersten rechten Flügel meldete die 3. Kavallerie-Division unter Graf von der Groeben, dass die Franzosen alles Gelände bis zur Festung Diedenhofen geräumt hatten und von Norden her keine Flankenangriffe drohten. Am 14. August 1870 hatten sich das französische 6. Korps (Canrobert) und das Gros des 2. Korps (Frossard) bereits auf das linke Moselufer übergesetzt, als General von Manteuffel sich auf eigene Faust entschied, einen Angriff einzuleiten, um die restlichen französischen Korps am rechten Moselufer festzuhalten. Bazaine stoppte den weiteren Übergang nach Westen und nahm die Schlacht bei Colombey-Nouilly an. Da die Truppen des preußischen I. Armee-Korps noch zurücklagen, sollte das südlicher eintreffende VII. Korps (General von Zastrow) den ersten Angriff mit der 13. Division einleiten. Wenige Stunden später griff auch das I. Armee-Korps in die Schlacht ein und eroberte mit der 1. Division (Generalleutnant von Bentheim) Montoy. Während sich dadurch der ungleiche Kampf auf den Höhen von Colombey stabilisierte, blieb die Lage der preußischen 2. Division (General von Pritzelwitz) am rechten Flügel um Nouilly bedenklich. Entschieden wurde der Kampf um 18:45 Uhr als auch die 14. Division bei Colombey erschien. Gleichzeitig war von Süden her, Teile der 2. Armee (vom IX. Armee-Korps) energisch gegen die rechte Flanke der französischen Stellung beim Dorf Mercy le Haut vorgedrungen.
Ab 15. August langte auch das nachgeführte preußische II. Armee-Korps unter General von Fransecky auf den französischen Kriegsschauplatz und griff am 18. nachmittags im Abschnitt der 1. Armee ein.
- 3. Infanterie-Division: Generalmajor Mathias Andreas Ernst von Hartmann
- 4. Infanterie-Division: Generalleutnant Benno Hann von Weyhern

An der Schlacht bei Gravelotte hatte die 1. Armee mit dem VII. und VIII. Armee-Korps großen Anteil, während die übrigen ihm unterstellten Truppen auf dem rechten Moselufer die Wacht vor Metz hielten. Bazaines Armee wurde infolge am 20. August mit etwa 180.000 Mann in der Festung Metz eingeschlossen.

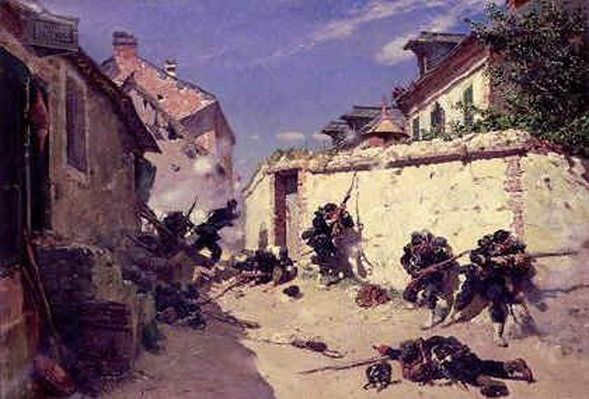
Verteidigung von Metz, von Alphonse de Neuville

### Belagerung von Metz
Die 1. und 2. Armee blieben vor Metz zurück und übernahmen die Beobachtung der in der Moselfeste eingeschlossenen französischen Rheinarmee. General von Steinmetz, bis dahin selbständiger Armeekommandant trat jetzt unter den Oberbefehl des jüngeren Prinzen, ein Umstand, der dem alten Haudegen zutiefst widerstrebte. Marschall Bazaines Plan sah vor, auf dem rechten Ufer der Mosel mit seiner ganzen Armee die feindliche Einschließung zu durchbrechen, bei Diedenhofen die Mosel zu überqueren und sich in Richtung Sedan mit der Armee unter Marschall Mac-Mahon zu vereinigen. Während der Belagerung von Metz hatte General von Manteuffel den Oberbefehl am Ostufer der Mosel inne, das I. Korps lagerte rechts und links der Seille zwischen Servigny und Rupigny auf den Höhen von Pouilly und schützte zusammen mit dem südlicher stehenden II. Armee-Korps die Magazine von Remilly und Pont-à-Mousson. Ein stark angesetzter Durchbruchsversuch Bazaines in der Schlacht von Noisseville am 31. August und am 1. September scheiterte. Um die Querelen im Oberkommando zu beseitigen, wurde General Steinmetz am 16. September nach dem Willen des Königs zum Generalgouverneur von Posen ernannt und kaltgestellt. Bis auf weiteres vereinigte man die Armeeoberkommandos der 1. und 2. Armee in der Hand des Prinzen Friedrich Karl. Ein Teil des Stabes der 1. Armee blieb aber unter dem Oberbefehl des Generals von Manteuffel bestehen, um nach dem Fall der Festung Metz vorsorglich eine Führungsbehörde für anderwertige Operationen lukrieren zu können.

### Kämpfe an der Somme, Vorstoß in die Normandie

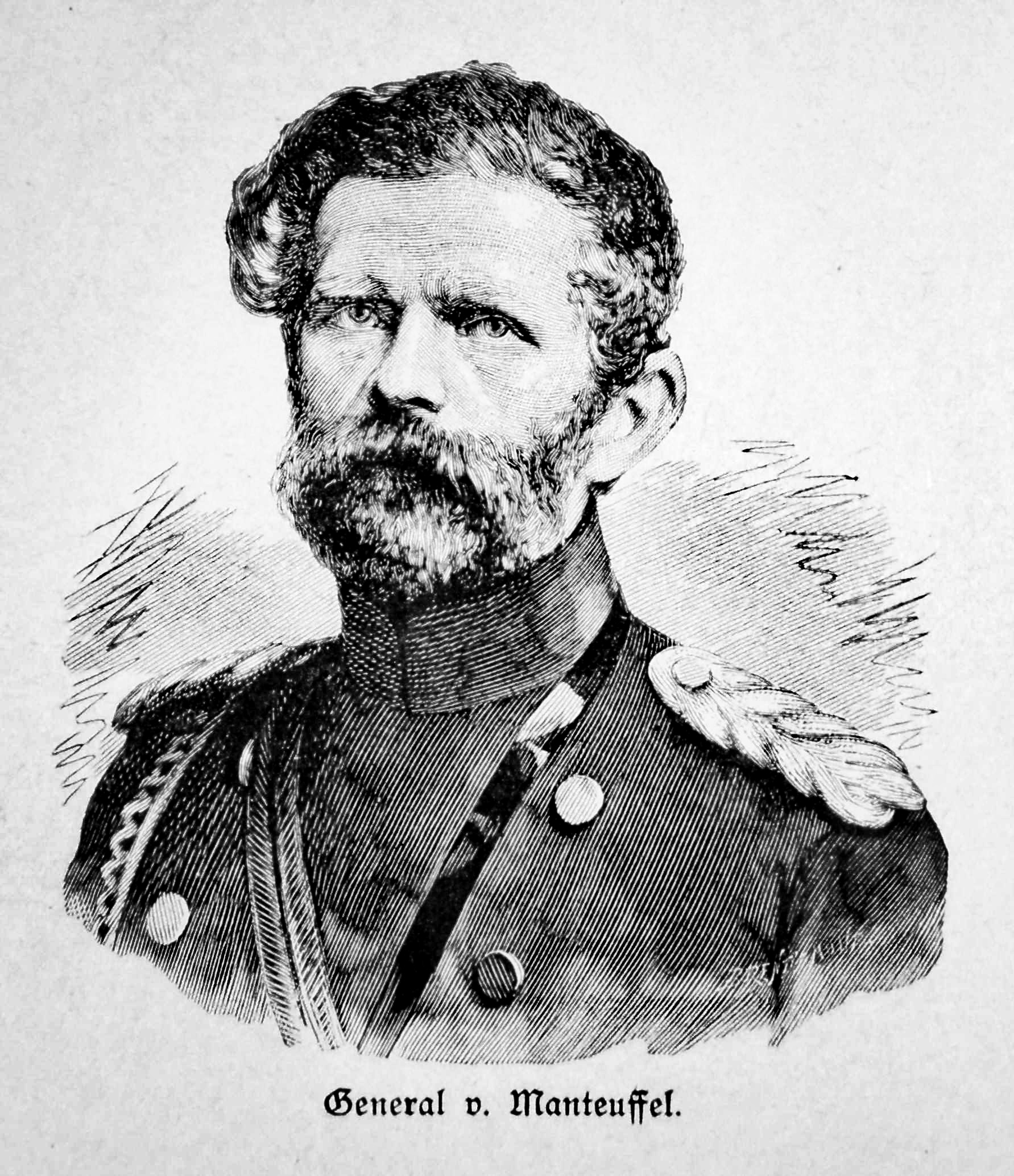
General der Kavallerie Edwin von Manteuffel

Nach der Kapitulation von Metz Ende Oktober 1870 wurde die frei gewordene 1. Armee (VIII. und Teile des I. Korps) unter General von Manteuffel zur Sicherung der Belagerung von Paris gegen die neuaufgestellte Französische Nordarmee an die Somme verlegt.
Nach mehreren kleineren Treffen von Aufklärungseinheiten begann am 27. November in der Nähe der Ortschaft Villers-Bretonneux, östlich von Amiens die Hauptschlacht. In der Schlacht bei Amiens bekämpften sich die neu aufgestellte französische Nordarmee unter General Jean Joseph Farre und die Truppen des VIII. Korps unter General von Goeben. Es gelang den abziehenden Franzosen, sich in den Schutz der Festung Arras zurückzuziehen, eine weitere Verfolgung erfolgte nicht. Am 28. November besetzte das VIII. Korps unter General von Goeben die Stadt Amiens, am nächsten Tag übergab die Zitadelle. Nachdem die 1. Armee die gesamte Normandie durchschritten hatte, kam es im Hinterland erneut zu stärkeren französischen Truppensammlungen unter General Louis Faidherbe. In Folge marschierte die 15. Division über Breteuil nach Montdidier heran und besetzte das verlorene Amiens abermals.
Zwischen 3. und 6. Dezember erfolgte der fast kampflose Vormarsch der 1. Division nach Rouen. Die 1. Armee wurde am 23. und 24. Dezember 1870 in der Schlacht an der Hallue eingesetzt, die 15. Division stieß dabei auf Allonville und die 16. Division griff über Villers-Bocage gegen Bethencourt an. Die französische Nordarmee bestand aus dem XXII. und XXIII. Korps, zusammen etwa 43.000 Mann mit 80 Geschützen. Die preußischen Verbände waren etwa 22.000 Mann stark, bestehend aus dem VIII. Armee-Korps (15. und 16. Division), einer Brigade der 2. Division, der 3. Kavallerie-Division und anderen Abteilungen. Nachdem Faidherbe am 25. Dezember die Kämpfe abbrach und zurückwich, belagerte die Division Barnekow und die 3. Reserve-Division die Festung Péronne. Nach der Unterdrückung neuer französischer Kräfte bei Amiens und dem Fall von Mezieres am 1. Januar 1871 wurde das VIII. Korps bei Bapaume konzentriert. Bei Arras hatte General Faidherbe wieder starke Kräfte versammelt und griff am 3. Januar in der Schlacht bei Bapaume erfolglos an. Darauf kapitulierte das seit 26. Dezember von der 16. Division (Barnekow) eingeschlossene Péronne.

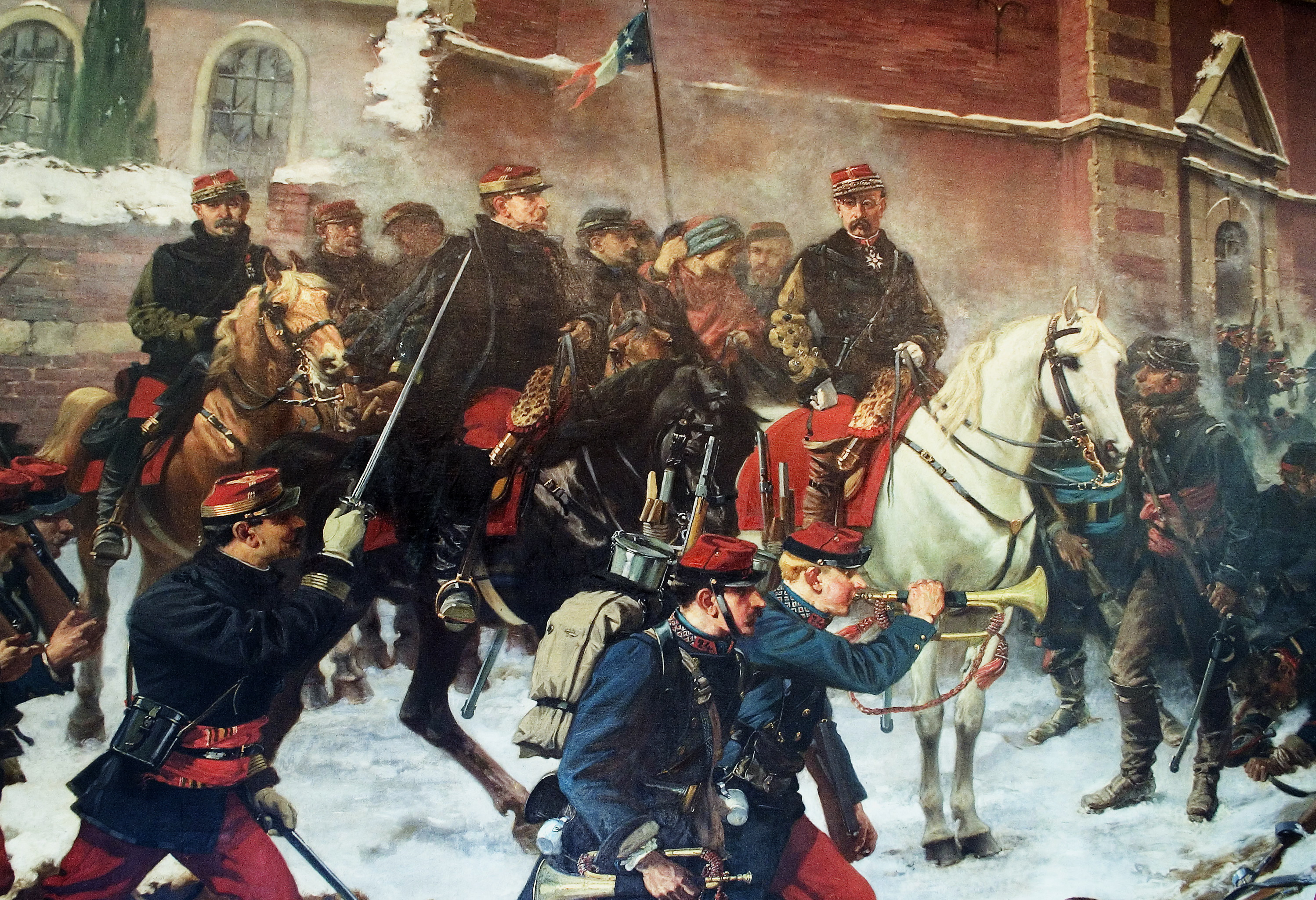
General Faidherbe in der Schlacht bei Bapaume

Nachdem Manteuffel zur Führung der Südarmee berufen worden war, übernahm General von Goeben am 9. Januar 1871 den Oberbefehl über die 1. Armee. Die französische Nordarmee unter General Faidherbe wurde am 19. Januar in der Schlacht von Saint-Quentin im harten Ringen östlich der Stadt frontal vom VIII. Korps geworfen und endgültig zum Rückzug gezwungen. Beim I. Korps hatten dabei die Verstärkungen durch die 1. Division erheblichen Anteil. Am 28. Januar wurden die Feindseligkeiten durch den Waffenstillstand von Versailles beendet, bis zum 29. Januar wurde das VIII. Korps mit der 16. Division bis Bray-sur-Somme, dahinter die 3. Reserve-Division nach Chaulnes und die 15. Division bis Acheux–Villers-Bocage vorgeschoben.